# Cases Barates del carrer Moragas
Les Cases Barates del carrer Moragas és una obra de Mataró (Maresme) protegida com a bé cultural d'interès local.

## Descripció
Edificacions de planta baixa i pis amb pati frontal i posterior. Es tracta d'un conjunt amb tipologia de ciutat jardí. Destaca la verticalitat acusada de les obertures de la planta baixa que es compon de porta d'accés i tribuna pentagonal damunt la qual se situa la balustrada del balcó. Un frontó triangular corona els edificis. La tanca dels jardins combina el sòcol de pedra amb els pilars de totxo i la reixa metàl·lica.

## Història
El conjunt anomenat Grup Goya de 33 habitatges unifamiliars aparellats i en filera que es van acollir a la tercera "Ley de casas baratas" de l'any 1924. Inaugurat l'any 1926 i finançat per la caixa d'estalvis de Mataró